# Rhytiphora heros
Rhytiphora heros är en skalbaggsart som först beskrevs av Francis Polkinghorne Pascoe 1863.  Rhytiphora heros ingår i släktet Rhytiphora och familjen långhorningar. Inga underarter finns listade i Catalogue of Life.